# Oprindelige taiwanere
Oprindelige taiwanere (kinesisk: 臺灣原住民; pinyin: Táiwān yuánzhùmín; Pe̍h-ōe-jī: Tâi-ôan gôan-chū-bîn) er den almindelige betegnelse benyttet for det oprindelige folk i Taiwan, som har et folketal på mere end 530.000 og som består af tæt på 2,3 % af øens indbyggere. Nyere forskning tyder på, at deres forfædre har beboet øen Taiwan i omkring 8.000 år før at en betydelig immigration af hankinesere begyndte i det 17. århundrede. Oprindelige taiwanere er austronesiske folk, med sprog og gener, der er beslægtede med andre austronesiske folkeslag i bl.a. Filippinerne, Malaysia, Indonesien, Madagaskar og Oceanien. Spørgsmålet om en etnisk identitet uden forbindelse til fastlandskina er blevet et væsentligt emne i diskursen af landets politiske status.
Gennem århundrede har Taiwans oprindelige befolkning oplevet økonomisk konkurrence og militære konflikter med en række kolonimagter. Befolkningen har desuden kæmpet med centraliserede politikker i retning af et sprogskifte og kulturel assimilation. Tidligere var der omkring 26 indfødte sprog på Taiwan, men i dag er 10 af dem uddøde, fem sprog er truede og flere er i nogen grad truede. Sprogene har stor historisk sproglig betydning, eftersom Taiwan menes at være oprindelsessted for den austronesiske sprogfamilie.
Taiwans austronesisk talende befolkning levede tidligere i en stor del af øens centrale bjergområder og i landsbyer langs bjergenes flodenge. I dag bor de fleste oprindelige taiwanere i bjergene og i byerne.